# Charles Maclean
Charles Maclean (Argyll, 1946. október 31.) skót író, újságíró, aki egyaránt alkot kitalált és ismeretterjesztő írásokat. Környezetvédelmi aktivistaként is tevékenykedik.

## Életpályája
A The Ecologist című magazin társalapítója volt. Utazásokkal kapcsolatos cikkeket ír, és emellett elismert alakja a skót whiskyiparnak. Tömérdek whiskyvel kapcsolatos írásával komoly díjakat nyert. Az 1980-as évek elején megjelent The Watcher című regénye azóta már a modern horror klasszikusa lett. Jelenleg családjával él Skócia és Horvátország között ingázva.
Magyar nyelven a Galaktika Fantasztikus Könyvek sorozatban jelent meg a The Watcher 2013-ban, Paranoia címen.

## Regény
- 1997 The Pathetic Phallus
- 1982 The Watcher
- 1997 The Silence
- 2008 Home Before Dark
- 2010 Night

## Albumok
- 1979 Only Goes Fishing
- 1979 Only to the Rescue
- 1979 Only’s Lighthouse Adventure

## Ismeretterjesztő irodalom
- 1972 Island On The Edge Of The World
- 1977 The Wolf Children: Fact Or Fantasy?
- 1985 The Fringe of Gold
- 1990 Clan Almanac
- 1992 Scottish Country
- 1993 Scottish Toasts and Graces
- 1994 Romantic Scotland
- 1995 A Little Book of Scottish Castles
- 1995 Whisky Tasting
- 1995 Discovering Scotch Whisky
- 1995 Malt Whisky
- 1996 Scotch Whisky
- 1997 Clans and Tartans
- 1998 Isle of Mull: Placenames, Meanings and Stories
- 1998 Lomond Pocket Book of Clans and Tartans
- 1998 Mitchell Beazley Pocket Whisky Book
- 2000 Pocket Guide to Scotch Whisky
- 2004 MacLean’s Miscellany of Whisky
- 2006 Charles MacLean’s Whisky Tales
- 2007 The Scottish Toast Master
- 2007 Little Book of Clans and Tartans
- 2008 Scottish Castles
- 2008 Scottish Clans and Tartans
- 2008 Whisky

## Magyarul
- Paranoia; ford. Tamás Dénes; Metropolis Media, Bp., 2013
- Néma csend; ford. Tamás Dénes; Metropolis Media, Bp., 2014
- Whiskyvilág. A legjobb lepárlók rejtett titkai. Országról országra több mint 650 whisky, túrák; főszerk. Charles MacLean, szöveg Dave Broom et al., átdolg. Gavin D. Smith, ford. Búsné Pap Judit; Park, Bp., 2018